# Толстоклювый пингвин
Толстоклю́вый пингви́н, или толстоклювый хохлатый пингвин, или пингвин Виктории (лат. Eudyptes pachyrhynchus) — вид хохлатых пингвинов.

## Описание
Длина тела 55—60 см при массе от 2 до 5 кг (средняя — 3 кг). Его перья достигают длины примерно 2,7 см. Голова и тело пингвина чёрные, перед белый, пятна на щеках также белые. У основания клюва хорошо различимы крестообразные полосы жёлтого цвета, которые идут в направлении глаз. Птенцы серовато-бурые со спины с белыми грудью и животом.

## Распространение
Обитает на островах Стюарт и Соландер и в Новой Зеландии на юго-западном побережье острова Южный. Популяция вида насчитывала в 1980-х гг. от 5000 до 10 000 пар, в настоящее время она сократилась до 1000—2500 пар, но признана стабильной.

## Образ жизни
Пищу добывают в прибрежных водах, питаются ракообразными, головоногими моллюсками и мелкой рыбой. На время размножения мигрируют от побережья, некоторые гнёзда могут быть расположены на высоте 100 м над уровнем моря. Зимой пингвины Виктории обитают в океане и много месяцев живут поодиночке, 75 % их жизни приходится на этот период. В июле пингвины выходят на землю к месту размножения и там проводят 25 % своей жизни. В дневное время пингвины прячутся в каменистых расселинах и в густой растительности, проявляя активность только в ночное время. Естественные враги пингвинов — хорьки, другие наземные хищники, которые были ввезены в Новую Зеландию. Среди водных хищников — тюлени, крупные рыбы.

## Размножение
В колониях пары располагаются на отдалении друг от друга. Не гнездятся на открытых местах, предпочитаются для гнездования скалистые выступы, упавшие деревья, норы. Самцы возвращаются в места гнездования в июле, обычно на две недели раньше самок. Гнездо строит из маленьких веточек. Самки обычно откладывают два яйца бледно-зелёного цвета. Высиживание яиц длится 4—6 недель. Как правило, чаще всего одно яйцо погибает, но, если выживают оба, то родители не в состоянии прокормить двух птенцов, и более слабый птенец погибает. Из двух птенцов выживает, как правило, вылупившийся из большего по размеру яйца. Из меньшего по размеру яйца часто ни один птенец не вылупляется, либо погибает через несколько дней после появления на свет.
Первые 2—3 недели после вылупления птенца самец остаётся возле гнезда и охраняет его, а самка занимается поиском и добычей корма. Через две недели оба родителя уходят кормиться в море, оставляя птенца на берегу в составе группы молодняка. В возрасте 75 дней птенцы линяют и уже способны плавать в море.